# Departament de Chinandega
El Departament de Chinandega és un departament de Nicaragua. Està situat a la frontera amb Hondures. La seva capçalera departamental és la ciutat de Chinandega.
El departament deu el seu nom a l'idioma nàhuatl Chinantecatl, que significa veí de Chinantlan que vol dir lloc d'habitacions provisionals.

## Divisió administrativa
Está conformat per 13 municipis:
1. Chichigalpa
2. Chinandega
3. San Juan de Cinco Pinos
4. Corinto
5. El Realejo
6. El Viejo
7. Posoltega
8. Puerto Morazán
9. San Francisco del Norte
10. San Pedro del Norte
11. Santo Tomás del Norte
12. Somotillo
13. Villanueva